# Gabelsbergerstraße
Die Gabelsbergerstraße ist eine Innerortsstraße im Münchner Stadtbezirk Maxvorstadt. Sie führt vom Oskar-von-Miller-Ring in etwa nordwestlicher Richtung bis zur Dachauer Straße, wo sie in die Josef-Ruederer-Straße übergeht. Sie ist über ihre gesamte Länge Einbahnstraße mit Fahrtrichtung von West nach Ost.

## Beschreibung
In der Gabelsbergerstraße 6 befindet sich die evangelische Kirche St. Markus, in der Gabelsbergerstraße 33–35 das Staatliche Museum Ägyptischer Kunst und die Hochschule für Fernsehen und Film München mit dem Bernd-Eichinger-Platz. An der Gabelsbergerstraße liegen das Kunstareal München und das Stammgelände der Technischen Universität München.
Die Gebäude in der Gabelsbergerstraße 6, 9, 11/13/15, 17, 19, 36, 38, 40, 45/47, 49, 51, 53, 68, 70, 71, 79a, 81, 83, 89, 91 und 95 sind Baudenkmäler; siehe auch: Liste der Baudenkmäler in der Maxvorstadt#G.

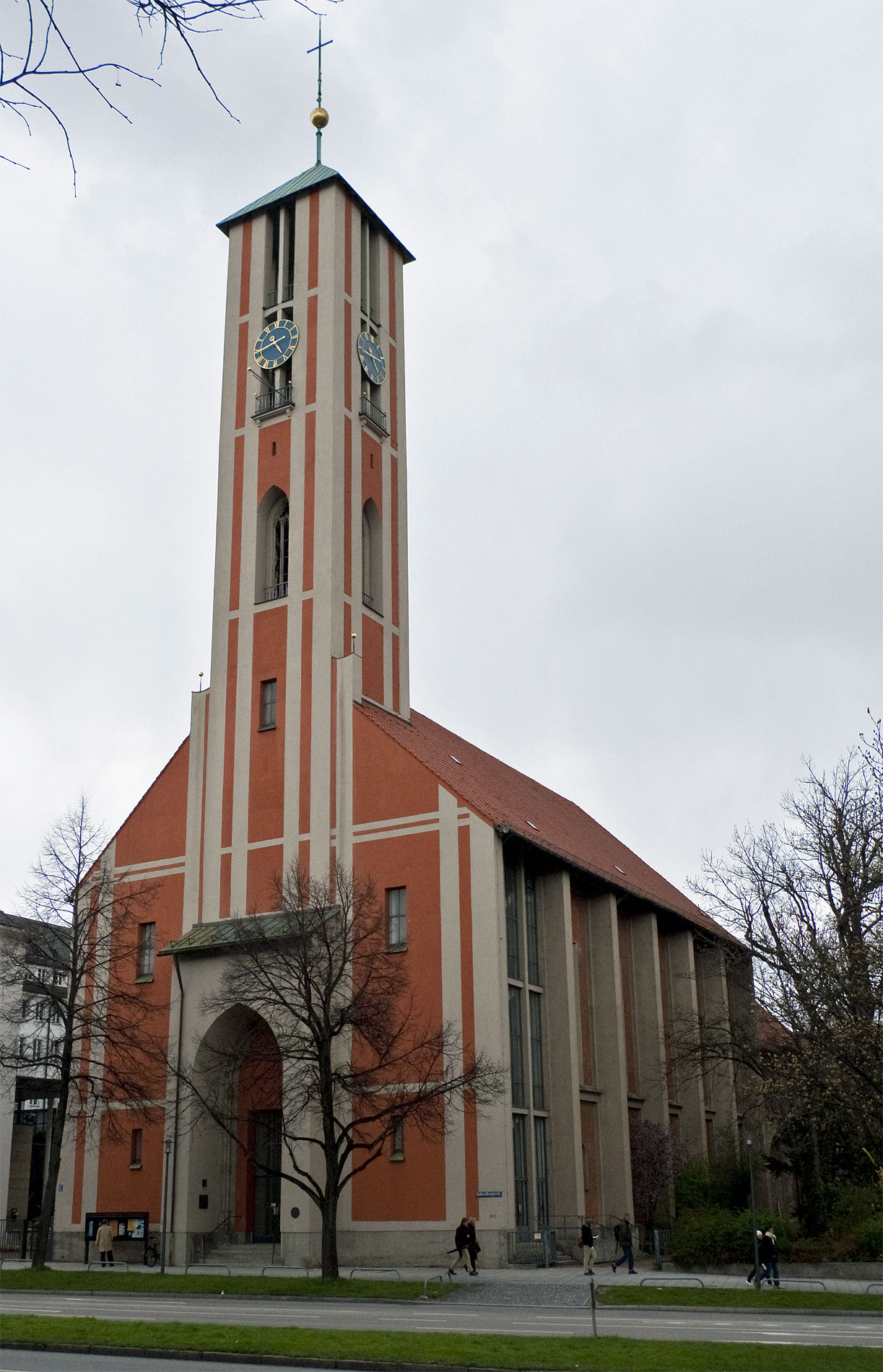
Nr. 6, St. Markus
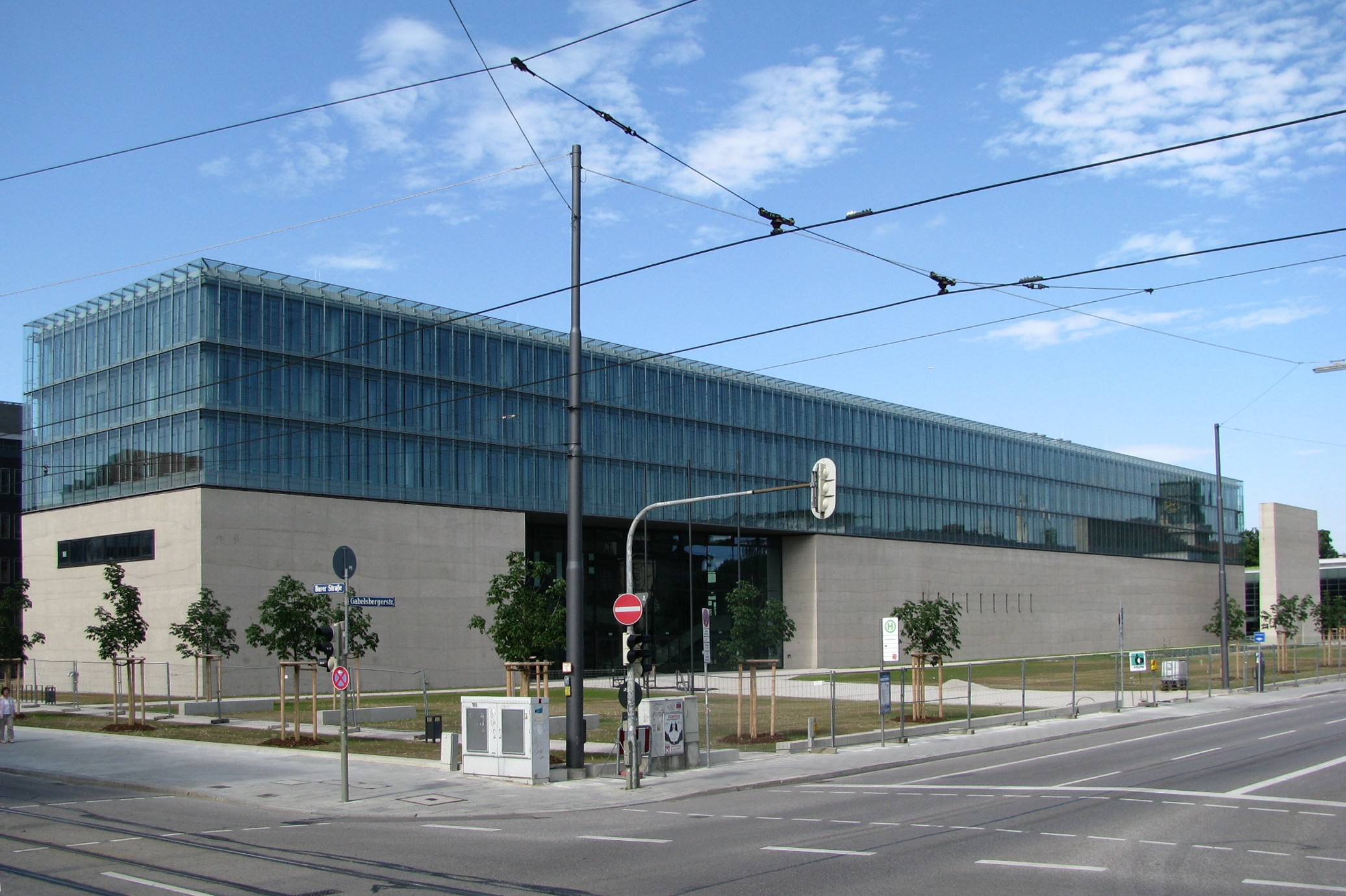
Nr. 33–35, Staatliches Museum Ägyptischer Kunst und Hochschule für Fernsehen und Film München
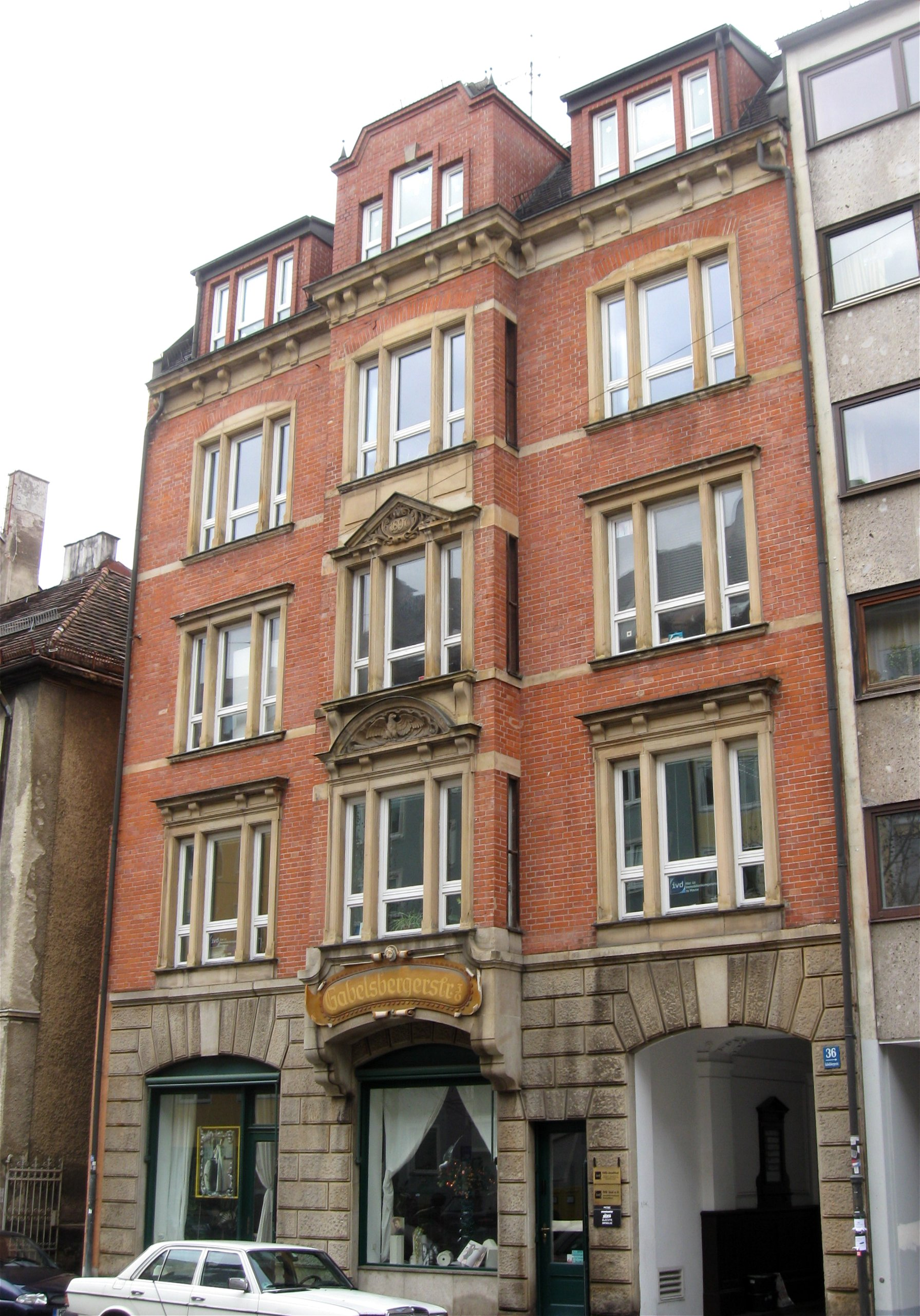
Nr. 36
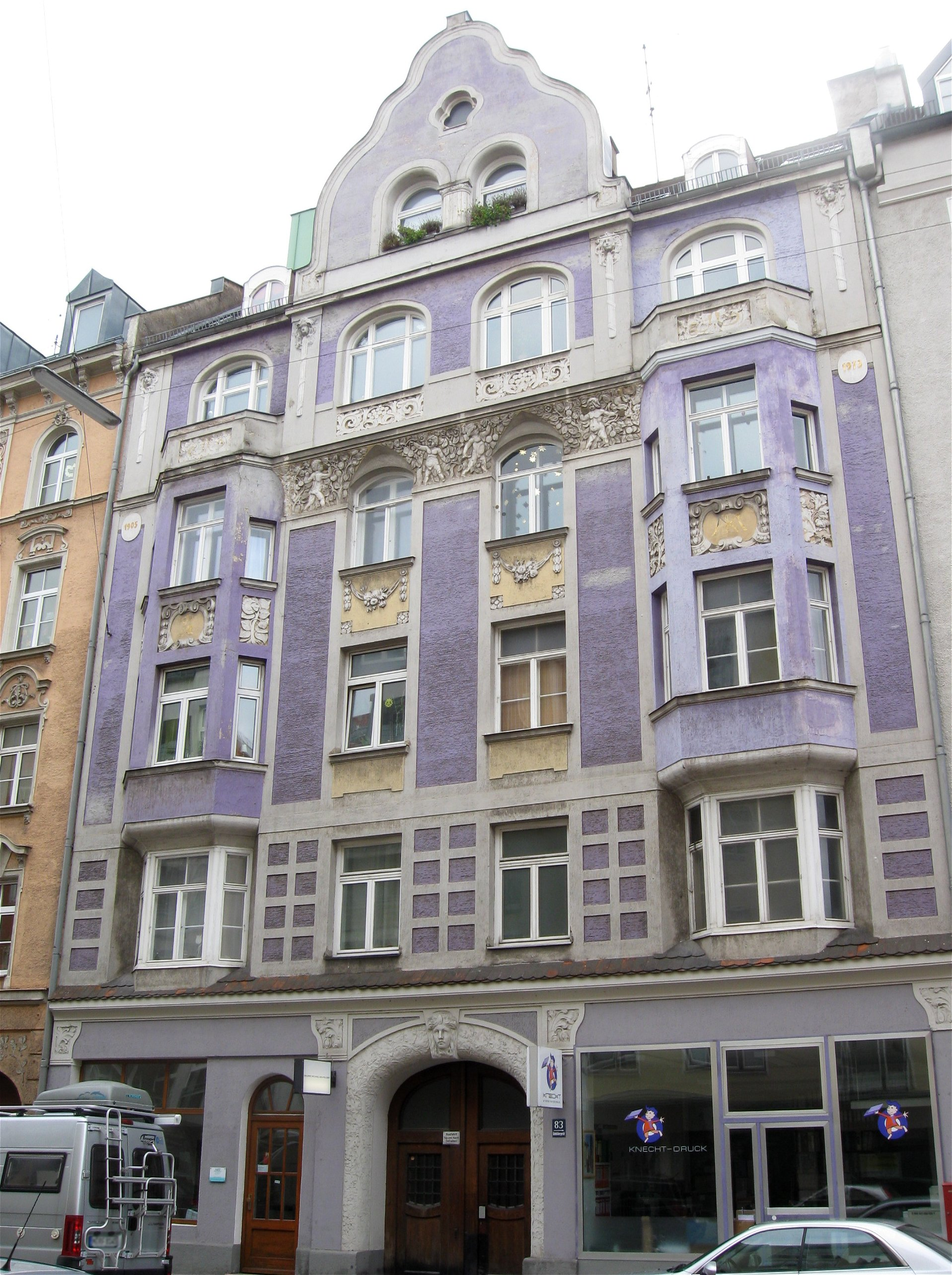
Nr. 83

## Geschichte
An der Gabelsbergerstraße lag bis zur Zerstörung im Zweiten Weltkrieg die Türkenkaserne.
Nach Vorschlag des Stadtmagistrats im Jahr 1861 genehmigte König Maximilian II. die Umbenennung der Kasernstraße in Gabelsbergerstraße nach dem Erfinder der Stenografie Franz Xaver Gabelsberger. Dieser wohnte bis zu seinem Tod im Jahr 1849 im Haus Kasernstraße 6 im 1. Stock. Der Name der Straße ist seit dem Jahr 1862 amtlich.
Der Advokat Otto von Kühlmann sowie der Künstler Heinrich Höfer wohnten in der Gabelsbergerstraße.
1977 wurde in der Gabelsbergerstraße 50 das Hinterhoftheater (Vorgänger des Wirtshauses am Hart) gegründet und war dort bis Mitte 1980 ansässig.